# Уиттиер (Калифорния)
Уиттиер (англ.  Whittier) — город в округе  Лос-Анджелес  в штате Калифорния США.

## Описание
Находится в южной Калифорнии. Расположен у подножия холмов Пуэнте, примерно в 19 км к юго-востоку от центра города Лос-Анджелес. Часть земельного гранта Пасо-де-Бартоло-Вьехо, участок был выбран в 1887 году Акилой Х. Пикерингом для квакерской общины и назван в честь квакерского поэта и аболициониста Джона Гринлифа Уиттиера. Он развивался как сельскохозяйственный (в основном цитрусовый) центр и позже расширился как часть растущей агломерации Лос-Анджелеса.

## Население
| 2010   | 2020    |
| ------ | ------- |
| 85 331 | ↗87 306 |